# Giripawana
Giripawana is een bestuurslaag in het regentschap Pandeglang van de provincie Banten, Indonesië. Giripawana telt 3172 inwoners (volkstelling 2010).